# La Juaida
La Juaida es una localidad y pedanía española perteneciente al municipio de Viator, en la provincia de Almería. Está situada en la parte centro-oeste de la comarca Metropolitana de Almería, a 3 km de Viator capital. A fecha de 2022 había censadas en La Juaida un total de 388 personas, divididas en 204 hombres y 184 mujeres.

## Toponimia
Según la arabista Elena Pezzi, el topónimo de La Juaida parece derivar de juwayḍa, con un significado de entrada, que se contrapone a la posición de Pedro de Alcalá, defensor de la raíz ḥuwayḍa (Aljibe).

## Geografía física

### Ubicación
La localidad se encuentra a tres kilómetros al sureste de la cabecera municipal, en la orilla oriental del río Andarax, y a ocho kilómetros de la capital provincial.

## Historia
Al parecer, que esta pedanía no aparece en los libros de apeos del siglo XVI, por lo que hereda el topónimo del paraje, ya que su población sería posterior.

## Geografía humana

### Demografía
Datos de población de los últimos años, según el INE español:
| Gráfica de evolución demográfica de Topares entre 2000 y 2022 |
|                                                               |
| Datos según el nomenclátor publicado por el INE.              |

### Economía
La economía, otrora basada en la agricultura, principalmente de cítricos en la zona más cercana al río, y de olivos en terrenos más elevados, ha evolucionado y hoy destaca por tener una gran relevancia del sector secundario, al haberse construido en el lugar el mayor polígono industrial de la provincia a finales de los años 1990.